# 11351 Leucus
11351 Leucus ((11351) 1997 TS25) là một thiên thể Troia của Sao Mộc, nằm ở điểm Lagrange L4. Nó có đường kính khoảng 42,16 kilômét (26,20 mi). Nó được phát hiện bởi Chương trình tiểu hành tinh Bắc Kinh Schmidt CCD ở trạm Xinglong ở tỉnh Hồ Bắc, Trung Quốc ngày 12 tháng 10 năm 1997.